# Falmouth
Falmouth (língua córnica: Aberfal) é uma cidade e porto marítimo na foz do rio Fal, na costa sul da Cornualha, Reino Unido. Tem uma população de 20.775 habitantes, segundo o recenseamento de 2001.
O legado marítimo de este centro urbano possui explica que os desportos aquáticos sejam, actualmente, o seu principal atractivo turístico. Pode-se desfrutar de actividades como a vela, o mergulho ou a canoagem e descansar depois numa das suas quatro praias. Repleto de boas alternativas culinárias, Falmouth conta com diversas galerias de arte, um museu marítimo e o castelo de Pendennis, do século XVI, construído por ordem de Henrique VIII em reconhecimento da sua actividade portuária.